# Walter Schellenberg
Walter Schellenberg (Saarbrücken, 16 de enero de 1910 - Turín, Italia; 31 de marzo de 1952) fue un abogado, General de Brigada de las SS (Brigadeführer), Jefe de información y contraespionaje alemán (Amt VI - R.S.H.A), bajo las órdenes de Heinrich Himmler realizó diversas operaciones de inteligencia política encubierta durante la Segunda Guerra Mundial. 

## Afiliación al partido nazi
Vivió en Saarbrücken hasta graduarse del Gymnasium en 1928. En 1931, ingresa a la Universidad de Bonn para estudiar la carrera de Leyes, y en ese ambiente universitario se involucra en la política reinante, abraza la causa nacionalsocialista y se hace miembro del Partido Nazi con el número 3.504.508.
Se une a las SS en mayo de 1933 con el número de ficha 124.817, realizando labores en esa organización. Al año siguiente se le otorga el rango de Sargento y realiza labores de adoctrinamiento ideológico a los nuevos militantes.
En 1936, se une al Sicherheitsdienst o SD y es nombrado asistente legal del cuartel general de las SD en Berlín. Ese mismo año lográ el título de abogado, siendo también ascendido a Mayor. Sus tareas consistían principalmente en escribir informes con análisis e información relacionada con la vida socioeconómica y los desarrollos políticos de Alemania. Era considerado el miembro más joven de la SD para la época.
En 1939, bajo los auspicios de Ernst Kaltenbrunner, es asignado como Jefe de Seguridad en la organización Gestapo. No satisfecho con sus labores en esa organización, solicita unirse a la Oficina Amt VI - R.S.H.A (Reichssicherheitshauptamt) donde es aceptado y es asignado como Jefe de Contraespionaje Político, teniendo a disposición personal entrenado para la realización de sus fines.
Se relaciona con Wilhelm Canaris, jefe de la Abwehr, para actuar contra él ante Himmler con la intención de derrocarlo y así subordinar esta oficina militar a la organización SS, un antiguo anhelo de Reinhard Heydrich.

## Personalidad
Walter Schellenberg demostró ser un personaje muy hábil, inteligente y cínico en el manejo de intrigas y relaciones, se aprovechó de su juventud y buena apostura para conquistar mujeres que pudiesen entregar información a la organización. En una de esas conquistas supuestamente (ellos siempre lo negaron) ligó con Lina Heydrich y estuvo a punto de ser asesinado personalmente por ella. Otra de sus conquistas fue la afamada modista Coco Chanel. 
Schellenberg era el típico oficial nazi de buena estampa, afable y diestro en la conversación. Poseía una personalidad muy envolvente, era muy ambicioso y aspiraba a ocupar el cargo de Heydrich en las SS, llegando a competir con el mismo Kaltenbrunner.
Sin embargo, uno de sus principales éxitos fue el llamado Incidente de Venlo, donde en una operación encubierta, Schellenberg asumiendo la identidad de un Hauptmann (Capitán) de la Wehrmacht supuestamente relacionado con la oposición clandestina militar contra Hitler intentó asociarse a la Inteligencia británica MI6, con la idea de lograr apoyo de los aliados en caso de dar un golpe de Estado contra el Führer. El objetivo de esta operación ocurrida en la ciudad de Venlo, Países Bajos fue secuestrar a dos oficiales de la Inteligencia británica para comprobar la profundidad de las relaciones de estos con la verdadera oposición, así como la posición de Inglaterra ante el Tercer Reich en caso de un golpe de Estado. El secuestro de los dos oficiales ingleses resultó la mayor humillación y desastre para ese servicio de inteligencia durante la Segunda Guerra Mundial.

## Gestiones de inteligencia
En 1940, Schellenberg intentó atraer a personalidades británicas por medio de una de sus conquistas francesas, Coco Chanel. Chanel, sin percatarse de que estaba siendo hábilmente manejada por Schellenberg, creó un plan para atraer a personalidades de importancia tales como el primer ministro británico Winston Churchill. La contrainteligencia británica desbarató en el último minuto las gestiones de Chanel. Sin embargo, según Edmonde Charles-Roux, biógrafa de la célebre creadora, fue ella precisamente la que se ofreció a Schellenberg para realizar esas gestiones a través del Rittmeister Momm: "Llegó el momento en que su obsesión por hablar con Churchill no la dejó en paz, por lo que Grabielle se confió a Momm".
En 1942, intentó ganar para la causa nazi a los duques de Windsor, quienes estaban en Portugal en una especie de exilio.

## El fin
Luego de la caída del III Reich, Schellenberg fue llevado ante la justicia, siendo uno de los acusados del Caso "Wilhelmstraße" en Núremberg donde fue condenado a siete años de prisión, Sin embargo, fue liberado poco después, retirándose a vivir a Italia donde falleció de cáncer. 
Schellenberg escribió unas memorias durante su cautiverio, escritos que le ayudaron a construir una defensa ante el juicio. Tras su muerte fueron publicadas bajo el título "Al servicio de Hitler...".

## Promociones
Los Rangos de la SS, obtenidos por el General Schellenberg fueron:
- Brigadeführer (General de Brigada) - 21 de junio de 1944
- Oberführer (General) - 21 de junio de 1943
- Standartenführer (Coronel) - 21 de junio de 1942
- Obersturmbannführer (Teniente coronel) - 1 de septiembre de 1941
- Sturmbannführer (Mayor) - 30 de enero de 1939
- Hauptsturmführer (Capitán) - 1 de agosto de 1938
- Obersturmführer (Teniente) - 30 de enero de 1938
- Untersturmführer (Subteniente) - 20 de abril de 1937

## Condecoraciones
- 1939 Eisernes Kreuz I. Klasse (Cruz de Hierro de Primera Clase)
- 1939 Eisernes Kreuz II. Klasse (Cruz de Hierro de Segunda Clase)
- Kriegsverdienstkreuz I. Klasse mit Schwertern (Cruz del Servicio de Guerra con Espadas 1.ª Clase)
- Kriegsverdienstkreuz II. Klasse mit Schwertern (Cruz del Servicio de Guerra con Espadas 2.ª Clase)
- Ehrendegen des RF SS (Daga de Honor del Reichsführer SS)
- Totenkopfring der SS (Anillo de Honor de la Calavera SS)

## Libros publicados
- Al servicio de Hitler, Editorial Belacqva, 1995.
- Las entrevistas de Nuremberg, por Leon Goldensohn, Editorial Taurus, ISBN 970-770-072-6
- Los Secretos del Servicio Secreto Alemán, Editorial Mateu, Barcelona